# Copa Universidad Santo Tomás

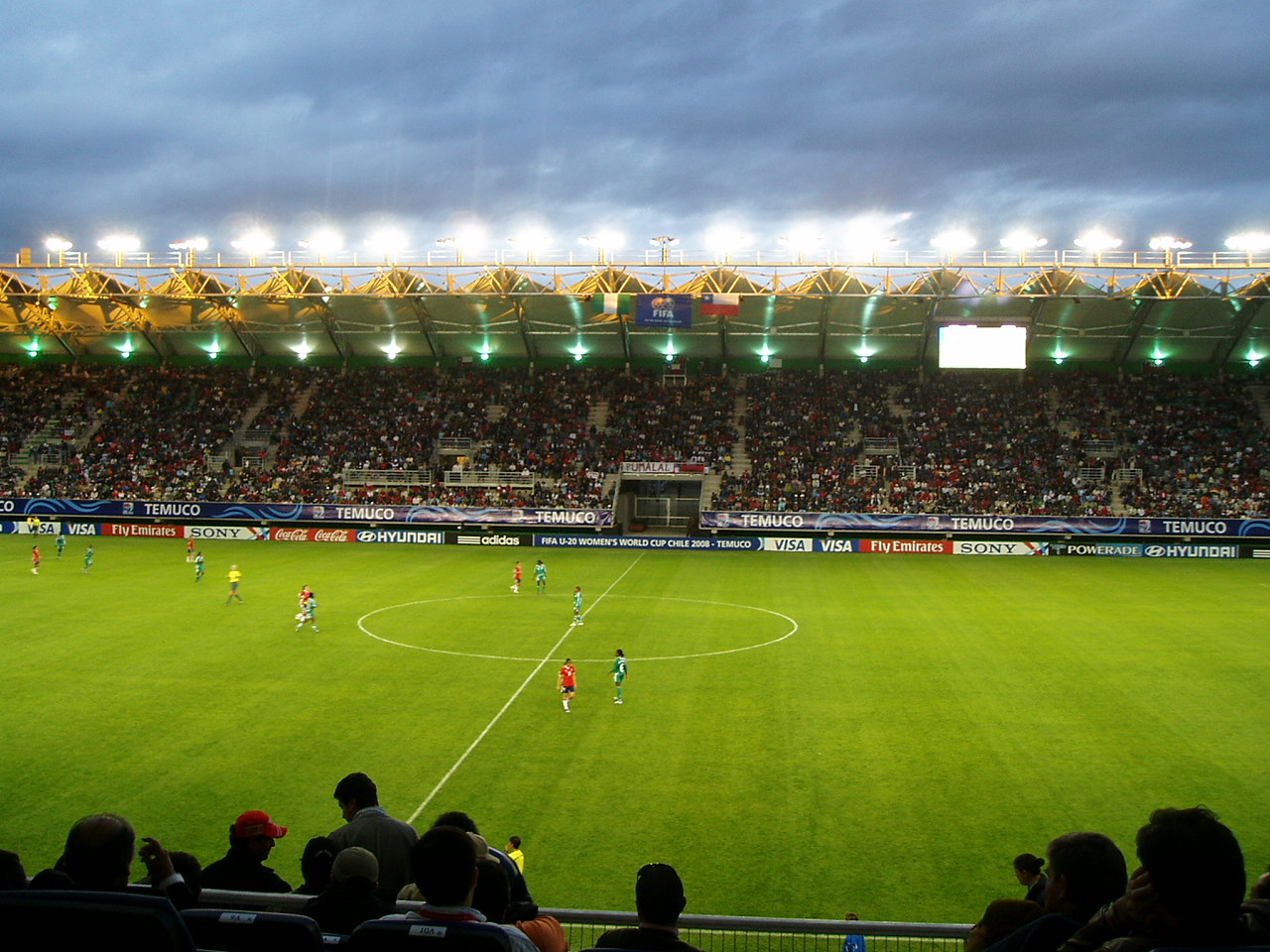
El Estadio Germán Becker, Donde se disputó el encuentro por la Copa Universidad Santo Tomás.

La Copa Universidad Santo Tomás fue un torneo de fútbol de carácter amistoso disputado el 15 de enero de 2010 a partido único entre el Club Universidad de Chile, del mismo país y Argentinos Juniors de Argentina. Este torneo se realizó como partido de reapertura del Estadio Germán Becker.
Universidad de Chile se llevó el trofeo tras imponerse por 3-1.

## Desarrollo
| 12    | POR   | Esteban Conde       |     |
| 22    | DEF   | José Contreras      |     |
| 3     | DEF   | Mauricio Victorino  |     |
| 19    | DEF   | Rafael Olarra       |     |
| 13    | DEF   | José Rojas          |     |
| 29    | MED   | Nelson Pinto        |     |
| 14    | MED   | Felipe Seymour      |     |
| 10    | MED   | Walter Montillo     | 81' |
| 23    | MED   | Álvaro Fernández    | 46' |
| 8     | DEL   | Gabriel Vargas      |     |
| 9     | DEL   | Juan Manuel Olivera | 46' |
| D. T. | D. T. | Gerardo Pelusso     |     |

| 1     | POR   | Nicolás Peric        |     |
| 2     | DEF   | Matías Caruzzo       |     |
| 4     | DEF   | Julián Fernández     | 57' |
| 6     | DEF   | Ignacio Canuto       |     |
| 5     | MED   | Néstor Ortigoza      |     |
| 3     | MED   | Gonzalo Prósperi     |     |
| 7     | MED   | Gustavo Oberman      |     |
| 8     | MED   | Juan Ignacio Mercier |     |
| 10    | MED   | Facundo Coria        |     |
| 9     | DEL   | José Luis Calderón   |     |
| 11    | DEL   | Víctor Sosa          | 78' |
| D. T. | D. T. | Claudio Borghi       |     |

| 7  | DEL | Diego Rivarola  | 46' |
| 21 | MED | Marcelo Díaz    | 46' |
| 32 | MED | José Luis Silva | 81' |

| 20 | DEL | Gabriel Hauche | 57' |
| 15 | DEL | Andrés Romero  | 78' |

| 41' · 64' · 73' | Gabriel Vargas Diego Rivarola Gabriel Vargas | 1:0 2:0 3:0 |

| 79' | Juan Ignacio Mercier | 3:1 |

| Amonestado | Nelson Pinto |

| Amonestado | Gabriel Hauche |

| Principal  | Claudio Puga      |
| Asistentes | Julio Díaz        |
|            | Francisco Mondría |

| 12    | POR   | Esteban Conde       |     |
| 22    | DEF   | José Contreras      |     |
| 3     | DEF   | Mauricio Victorino  |     |
| 19    | DEF   | Rafael Olarra       |     |
| 13    | DEF   | José Rojas          |     |
| 29    | MED   | Nelson Pinto        |     |
| 14    | MED   | Felipe Seymour      |     |
| 10    | MED   | Walter Montillo     | 81' |
| 23    | MED   | Álvaro Fernández    | 46' |
| 8     | DEL   | Gabriel Vargas      |     |
| 9     | DEL   | Juan Manuel Olivera | 46' |
| D. T. | D. T. | Gerardo Pelusso     |     |

| 1     | POR   | Nicolás Peric        |     |
| 2     | DEF   | Matías Caruzzo       |     |
| 4     | DEF   | Julián Fernández     | 57' |
| 6     | DEF   | Ignacio Canuto       |     |
| 5     | MED   | Néstor Ortigoza      |     |
| 3     | MED   | Gonzalo Prósperi     |     |
| 7     | MED   | Gustavo Oberman      |     |
| 8     | MED   | Juan Ignacio Mercier |     |
| 10    | MED   | Facundo Coria        |     |
| 9     | DEL   | José Luis Calderón   |     |
| 11    | DEL   | Víctor Sosa          | 78' |
| D. T. | D. T. | Claudio Borghi       |     |

| 7  | DEL | Diego Rivarola  | 46' |
| 21 | MED | Marcelo Díaz    | 46' |
| 32 | MED | José Luis Silva | 81' |

| 20 | DEL | Gabriel Hauche | 57' |
| 15 | DEL | Andrés Romero  | 78' |

| 41' · 64' · 73' | Gabriel Vargas Diego Rivarola Gabriel Vargas | 1:0 2:0 3:0 |

| 79' | Juan Ignacio Mercier | 3:1 |

| Amonestado | Nelson Pinto |

| Amonestado | Gabriel Hauche |

| Principal  | Claudio Puga      |
| Asistentes | Julio Díaz        |
|            | Francisco Mondría |

| 12    | POR   | Esteban Conde       |     |
| 22    | DEF   | José Contreras      |     |
| 3     | DEF   | Mauricio Victorino  |     |
| 19    | DEF   | Rafael Olarra       |     |
| 13    | DEF   | José Rojas          |     |
| 29    | MED   | Nelson Pinto        |     |
| 14    | MED   | Felipe Seymour      |     |
| 10    | MED   | Walter Montillo     | 81' |
| 23    | MED   | Álvaro Fernández    | 46' |
| 8     | DEL   | Gabriel Vargas      |     |
| 9     | DEL   | Juan Manuel Olivera | 46' |
| D. T. | D. T. | Gerardo Pelusso     |     |

| 1     | POR   | Nicolás Peric        |     |
| 2     | DEF   | Matías Caruzzo       |     |
| 4     | DEF   | Julián Fernández     | 57' |
| 6     | DEF   | Ignacio Canuto       |     |
| 5     | MED   | Néstor Ortigoza      |     |
| 3     | MED   | Gonzalo Prósperi     |     |
| 7     | MED   | Gustavo Oberman      |     |
| 8     | MED   | Juan Ignacio Mercier |     |
| 10    | MED   | Facundo Coria        |     |
| 9     | DEL   | José Luis Calderón   |     |
| 11    | DEL   | Víctor Sosa          | 78' |
| D. T. | D. T. | Claudio Borghi       |     |

| 7  | DEL | Diego Rivarola  | 46' |
| 21 | MED | Marcelo Díaz    | 46' |
| 32 | MED | José Luis Silva | 81' |

| 20 | DEL | Gabriel Hauche | 57' |
| 15 | DEL | Andrés Romero  | 78' |

| 41' · 64' · 73' | Gabriel Vargas Diego Rivarola Gabriel Vargas | 1:0 2:0 3:0 |

| 79' | Juan Ignacio Mercier | 3:1 |

| Amonestado | Nelson Pinto |

| Amonestado | Gabriel Hauche |

| Principal  | Claudio Puga      |
| Asistentes | Julio Díaz        |
|            | Francisco Mondría |

| 12    | POR   | Esteban Conde       |     |
| 22    | DEF   | José Contreras      |     |
| 3     | DEF   | Mauricio Victorino  |     |
| 19    | DEF   | Rafael Olarra       |     |
| 13    | DEF   | José Rojas          |     |
| 29    | MED   | Nelson Pinto        |     |
| 14    | MED   | Felipe Seymour      |     |
| 10    | MED   | Walter Montillo     | 81' |
| 23    | MED   | Álvaro Fernández    | 46' |
| 8     | DEL   | Gabriel Vargas      |     |
| 9     | DEL   | Juan Manuel Olivera | 46' |
| D. T. | D. T. | Gerardo Pelusso     |     |

| 1     | POR   | Nicolás Peric        |     |
| 2     | DEF   | Matías Caruzzo       |     |
| 4     | DEF   | Julián Fernández     | 57' |
| 6     | DEF   | Ignacio Canuto       |     |
| 5     | MED   | Néstor Ortigoza      |     |
| 3     | MED   | Gonzalo Prósperi     |     |
| 7     | MED   | Gustavo Oberman      |     |
| 8     | MED   | Juan Ignacio Mercier |     |
| 10    | MED   | Facundo Coria        |     |
| 9     | DEL   | José Luis Calderón   |     |
| 11    | DEL   | Víctor Sosa          | 78' |
| D. T. | D. T. | Claudio Borghi       |     |

| 7  | DEL | Diego Rivarola  | 46' |
| 21 | MED | Marcelo Díaz    | 46' |
| 32 | MED | José Luis Silva | 81' |

| 20 | DEL | Gabriel Hauche | 57' |
| 15 | DEL | Andrés Romero  | 78' |

| 41' · 64' · 73' | Gabriel Vargas Diego Rivarola Gabriel Vargas | 1:0 2:0 3:0 |

| 79' | Juan Ignacio Mercier | 3:1 |

| Amonestado | Nelson Pinto |

| Amonestado | Gabriel Hauche |

| Principal  | Claudio Puga      |
| Asistentes | Julio Díaz        |
|            | Francisco Mondría |

| Campeón Universidad de Chile |